# جمعية معرض صفاقس لكتاب الطفل
جمعية معرض صفاقس لكتاب الطفل هي جمعية ثقافية فنية تونسية تأسست بمدينة صفاقس عام 1995.

شعار جمعية معرض صفاقس لكتاب الطفل

## نشاطها
تنظيم جمعية معرض صفاقس لكتاب الطفل معرضا سنويا للكتاب الموجه للطفل وذلك خلال عطلية الربيع من كل سنة. وفد نظمت الدورة الأولى لهذا المعرض قبل تأسيس الجمعية بسنتين وذلك تحديدا عام 1993. وعلى هامش هذا المعرض تنتظم مسابقات لأدب الطفل وندوات فكرية دولية حول قضاياه.

## اهتمامها وأهدافها
تهتم الجمعية بتنمية ثقافة الأطفال والأدب الموجه لهم. وتهدف إلى:
- تنظيم الأنشطة المتعلقة بكتب الأطفال وتشجيعها ورعايتها.
- تنظيم التظاهرات الثقافية لكتاب الطفل
- ربط علافات التعاون مع المعارض والمراكز والجمعيات المماثلة

## هيئتها
تتركب هيئة جمعية معرض صفاقس لكتاب الطفل من:
- نعيم السيالة، رئيس
- سفيان بركية، نائب رئيس
- سلوى العتري المليتي، كاتب عام
- رضا السلامي، أمين مال
- نجيب خنفير، عضو
- سارة الشرفي، عضو
- فائزة بوريشة، عضو
- نجاح الصامت عضو
- فرج حديدي عضو

## مقرها
يوجد مقر جمعية معرض صفاقس لكتاب الطفل بالمكتبة العمومية بالحديقة، طريق المطار، صفاقس3003،ص ب 333- صفاقس 3018
المقر الإداري طريق الافران كلم 2 زنقة الشعبوني

## وصلة خارجية
[ http://www.asles.org/ موقع جمعية معرض صفاقس لكتاب الطفل]